# La lettera anonima
La lettera anonima ist eine Farsa in einem Akt von Gaetano Donizetti. Das Libretto von Giulio Genoino basiert auf Pierre Corneilles Komödie Melite, ou Les fausses lettres aus dem Jahr 1625. Die Uraufführung fand am 29. Juni 1822 statt.

## Entstehung
Mit einem Empfehlungsschreiben seines Lehrers Johann Simon Mayr kam Donizetti im Februar 1822 nach Neapel. Er kam mit dem Impresario Domenico Barbaja überein, für ihn eine Oper zu schreiben. Schon La zingara hatte er für ihn komponiert. Sechs Wochen später fand die Uraufführung statt.

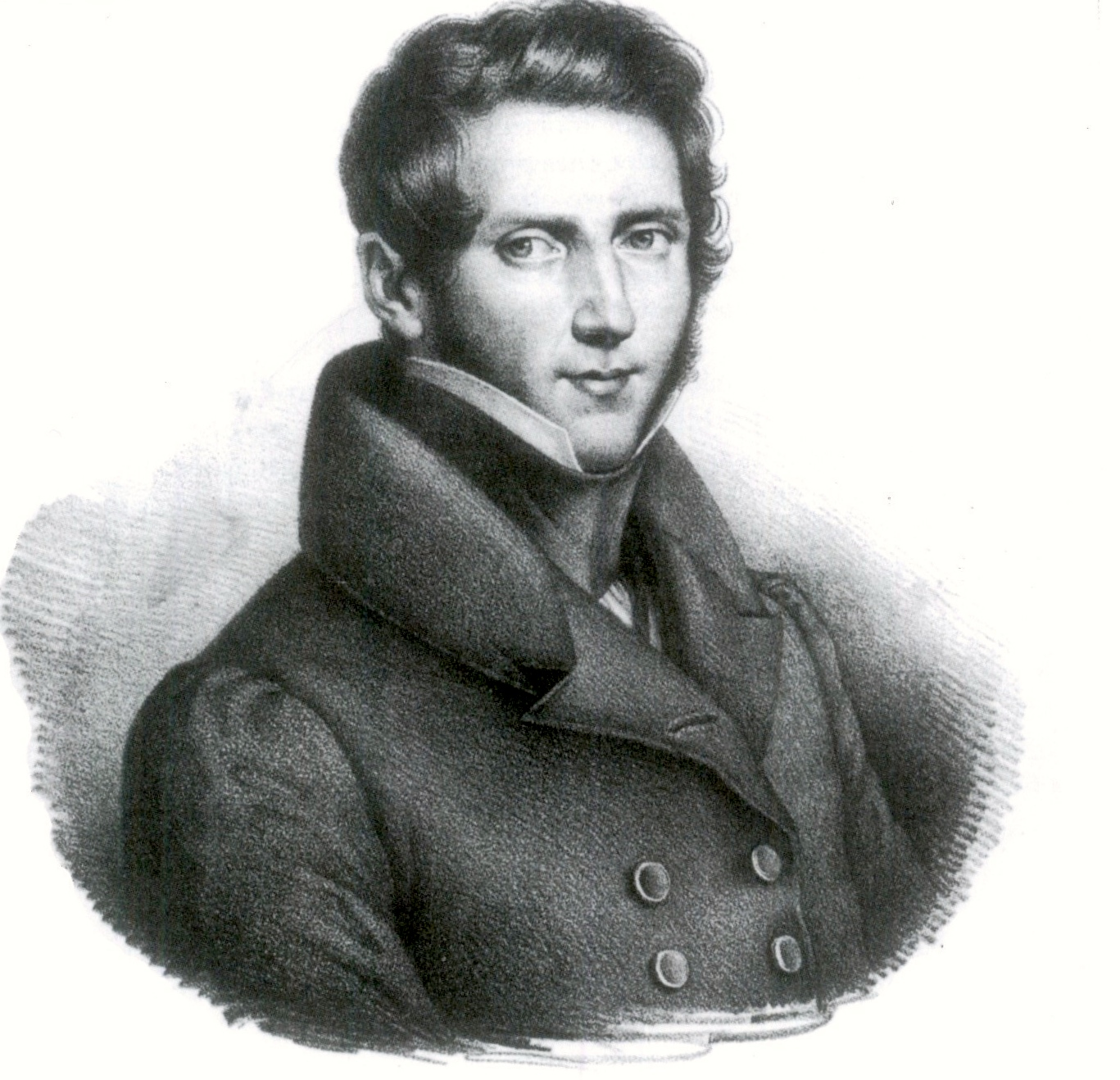
Der junge Donizetti

## Handlung
Rosina, die Nichte des Grafen Don Macario, und ihr Geliebter, der Marinekapitän Filinto, wollen heiraten. Rosina ist schrecklich eifersüchtig. Ihr Verlobter beschwört sie, ihm zu vertrauen. Die junge Witwe Melita gratuliert dem Grafen scheinbar freundlich zur Heirat seiner Nichte. Sie beabsichtigt jedoch, die Feier platzen zu lassen, da sie den Bräutigam heimlich selber liebt. Deshalb schrieb sie einen anonymen Brief, den sie vom Vater von Rosinas Zofe Lauretta kopieren ließ, um nicht an der Handschrift erkannt zu werden, und lässt ihn dem Grafen zukommen.
Dieser gibt den noch ungelesenen Brief Rosina. Diese erfährt, dass ihr Verlobter seit einem Jahr mit einer gewissen Olympia verheiratet sei. Alle glauben dem anonymen Brief, obwohl Filinto beteuert, dass alles erlogen sei. Als Verfasserin des Briefes wird die Dienerin Lauretta angegeben. Diese wird jedoch von Don Macario entlastet, der versichert, dass Lauretta gar nicht schreiben könne.
Es kommt heraus, dass der Brief von der verliebten Melita geschrieben worden ist. Melita gesteht, Rosina vergibt ihr, alle versöhnen sich und die Hochzeit kann wie geplant stattfinden.

## Uraufführung
Die Uraufführung im Teatro del Fondo scheint ein Erfolg gewesen zu sein. Das Giornale del Regno delle Due Sicilie berichtete am 1. Juli 1822 darüber. Der Kritiker lobte besonders das Quartett: „…ripristinato l'antico andamento dei nostri cosí detti pezzi concertati senza quelle cabalette e quella simmetria di motivi che obbliga tutti gli attori a ripetere le stesse frasi musicali, quantunque da affetti diversissimi fossero agitate“ („die Wiedergabe unserer sogenannten konzertierten Stücke ohne diese Cabalettas und Symmetrie der Motive, die alle Sänger dazu zwingt, diese musikalischen Phrasen zu wiederholen, auch wenn sie von sehr unterschiedlichen Emotionen geprägt werden.“)
Es sangen:
- Gräfin Rosina: Flora Fabbri
- Kapitän Filinto: Giovanni Battista
- Melita: Teresa Cecconi
- Lauretta: Raffaela de Bernardis
- Don Macario: De Franchi
- Giliberto: Giovanni Pace
- Flageolet: Calvarola

## Musik
- Sinfonia
- Nr. 1 – Einleitung und Cavatina der Rosina „Eccellenza permettete… - Bravi! così va bene“ (Chor, Gilberto, Graf, Rosina)
- Nr. 2 – Duett Filinto und Rosina „Questo giorno, amata sposa“
- Nr. 3 – Cavatina der Melita Signori! „Il ciel vi dia“ (Melita, Graf, Gilberto)
- Nr. 4 – Cavatina der Flagelot „Allons la mossa“
- Nr. 5 – Quartett „Stelle che intesi! ahi! misera“ (Rosina, Graf, Melita, Filinto)
- Nr. 6 – Arie des Filinto „No non è vero“ (Filinto, Gilberto, Flageolet, Lauretta, Chor)
- Nr. 7 – Duett Rosina und Melita „Dimenticarlo! e come?“
- Nr. 8 – Chor „Fegliù, sateme a sentì“ (Graf, Gilberto, Chor)
- Nr. 9 – Finale „Donna iniqua, e sconoscente“ (Rosina, Lauretta, Filinto, Melita, Gilberto, Graf, Flageolet, Chor)

Die handschriftliche Partitur wird im Archivio Ricordi in Mailand aufbewahrt. Am Konservatorium San Pietro a Majella in Neapel ist eine handschriftliche Kopie vorhanden.

## Diskografie
- 1972 – Franco Caracciolo (Dirigent), Orchestra „Alessandro Scarlatti“ della RAI di Napoli.
 Benedetta Pecchioli (Rosina), Pietro Bottazzo (Filinto), Rosa Laghezza (Melita), Carla Virgili (Lauretta), Rolando Panerai (Don Macario), Franco Ventriglia (Giliberto), Carlo Zardo (Flagiolet).
 Live, konzertant aus Neapel.
 UOR LP: UORC-146 (1 LP), ON STAGE 4702 (1 CD).[3]